# Zenaba Dinguest
Œuvres principales
Contre vents et marées
Zenaba Dinguest, également connue sous le nom de Zenab Orty, née le 11 août 1991 à N'Djaména au Tchad, est une femme de lettres tchadienne, d'expression française. 

## Biographie

### Jeunesse et études
Zenaba Dinguest est née le 11 août 1991 à N'Djaména, au Tchad,.
Fille d’un colonel de l’Armée tchadienne, commandant d’escadrons, mort en 1998 à Bardaï (région du Tibesti) et d’une enseignante, elle est confiée à sa grand-mère maternelle à l’âge de deux ans. Celle-ci réfugiée à Garoua dans le nord du Cameroun, à la suite de la Guerre civile tchadienne de 1979-1982, l’élève jusqu’à son décès en 2006. 
Zenaba Dinguest retourne alors au Tchad à l’âge de 15 ans. Elle est titulaire d’une maîtrise en sociologie de développement.

### Carrière littéraire
Zenaba Dinguest publie en 2017, chez la maison d'édition burkinabé Le Pays,. Ce roman aborde, sur fond d'une histoire d'amour contrariée, la question des femmes dans une société profondément misogyne.
Elle publie en 2021 Contre vents et marées, aux éditions Figuira. Son second roman raconte l'histoire de Halima, une jeune femme à l'avenir radieux, dont la vie bascule. Contrainte de se prostituer. Elle remporte le prix de la nouvelle du Festival international du livre gabonais et des arts (Filiga) 2023.

## Œuvres
- Hourriya : un rêve brisé, Les Éditions Le pays, 2017, 112 p. (ISBN 9791097581008)[7]
- Contre vents et marées, Bamako, Figuira, 2021 (ISBN 9789995279011)[8]

## Distinctions
- Prix de la Plume Féminine de l’an 2022[9].